# Triabá
Triabá (llamada oficialmente San Pedro de Triabá) es una parroquia española del municipio de Castro de Rey, en la provincia de Lugo, Galicia.

## Organización territorial
La parroquia está formada por veintidós entidades de población:
- A Bouza Vella
- A Cabana
- Amorín
- A Casanova
- A Costa
- A Granda
- A Igrexa
- A Ponte
- As Castiñeiras
- As Motas
- A Teixoeira
- Bardancos
- O Barroso
- O Carballo
- O Formigueiro
- O Matodoso
- O Monte
- Os Canedos
- O Soutelo
- Rego de Bouzas
- Rozas
- Xesto

## Demografía
| Gráfica de evolución demográfica de Triabá entre 2000 y 2019 |
|                                                              |
| Datos según el nomenclátor publicado por el INE.             |